# Patryk Cebulski
Patryk Cebulski (ur. 1 stycznia 1998 w Niepołomicach) – polski aktor telewizyjny i filmowy, prezenter telewizyjny.

## Życiorys
W 2014 zadebiutował jako aktor rolą Krzysztofa Żarka w serialu paradokumentalnym TVN Szpital. W latach 2014–2016 grał Michała Rudnickiego w serialu paradokumentalnym TVN Szkoła. Grał Eryka w serialu TVP2 Barwy szczęścia (w latach 2016–2019), Janka Kowalskiego w serialu komediowo-obyczajowego Polsatu Kowalscy kontra Kowalscy (2021–2022) i kucharza Maksa Ławrowskiego w serialu komediowym Kuchnia (2021–2022).
Jesienią 2021 współprowadził (z Wiktorią Gąsiewską) kulisy dwunastej edycji programu Dancing with the Stars. Taniec z gwiazdami w Polsat Café. 31 grudnia współprowadził koncert telewizji Polsat Sylwestrowa Moc Przebojów. Uczestniczył w 16. edycji programu rozrywkowego Polsatu Twoja twarz brzmi znajomo (2022).
W 2022 został absolwentem Wydziału Aktorskiego Akademii Sztuk Teatralnych w Krakowie.

## Filmografia
- 2014–2016: Szkoła – uczeń Michał Rudnicki
- 2014: Pielęgniarki – Szymon, pacjent po wypadku samochodowym (odc. 92)
- 2014: Szpital – Krzysztof Żarek, syn pacjenta porażonego paralizatorem (odc. 205)
- 2015: Wesołowska i mediatorzy – Miłosz Litwin (odc. 15)
- 2015: Ojciec Mateusz – Artur Rozbrat (odc. 180)
- 2016–2019: Barwy szczęścia – Eryk, kolega Kajtka
- 2016: Na Wspólnej – Jędrek Adamiak (odc. 2193, 2195, 2200, 2204–2205, 2212, 2214, 2218, 2220)
- 2017: Lekarze na start – Roman Matysiak (odc. 25)
- 2018–2019: Na sygnale – Patryk, przyjaciel Zosi (odc. 204, 226)
- 2019: Sprawiedliwi – Wydział Kryminalny – Bartosz Bukowski (odc. 360)
- 2020: Zakochani po uszy – student (odc. 142)
- 2021–2022: Kowalscy kontra Kowalscy – Janek Kowalski, syn Piotra i Anny
- 2021–2022: Kuchnia – Maks Ławrowski
- 2022–2023: Lombard. Życie pod zastaw – kurier Adam
- 2023: Kurierzy – kurier Adam
- od 2023: Pierwsza miłość – Borys Wojnar[4]
- od 2024: Gliniarze – Michał Lipski, brat Olgi
- 2024: Zakładnicy – Kuba